# Francueil
Francueil és un municipi francès, situat al departament de l'Indre i Loira i a la regió de Centre – Vall del Loira. L'any 2007 tenia 1.264 habitants.

## Demografia

### Població
El 2007 la població de fet de Francueil era de 1.264 persones. Hi havia 499 famílies, de les quals 99 eren unipersonals (37 homes vivint sols i 62 dones vivint soles), 196 parelles sense fills, 183 parelles amb fills i 21 famílies monoparentals amb fills.
La població ha evolucionat segons el següent gràfic:
Habitants censats

### Habitatges
El 2007 hi havia 614 habitatges, 501 eren l'habitatge principal de la família, 87 eren segones residències i 27 estaven desocupats. 606 eren cases i 7 eren apartaments. Dels 501 habitatges principals, 442 estaven ocupats pels seus propietaris, 46 estaven llogats i ocupats pels llogaters i 12 estaven cedits a títol gratuït; 25 tenien dues cambres, 80 en tenien tres, 139 en tenien quatre i 256 en tenien cinc o més. 429 habitatges disposaven pel capbaix d'una plaça de pàrquing. A 197 habitatges hi havia un automòbil i a 263 n'hi havia dos o més.

### Piràmide de població
La piràmide de població per edats i sexe el 2009 era:
| Homes | Edats   | Dones |
| ----- | ------- | ----- |
| 0     | 95 o +  | 0     |
| 8     | 90 a 94 | 8     |
| 0     | 85 a 89 | 8     |
| 8     | 80 a 84 | 8     |
| 40    | 75 a 79 | 24    |
| 28    | 70 a 74 | 28    |
| 24    | 65 a 69 | 20    |
| 56    | 60 a 64 | 44    |
| 28    | 55 a 59 | 40    |
| 16    | 50 a 54 | 20    |
| 60    | 45 a 49 | 48    |
| 16    | 40 a 44 | 24    |
| 24    | 35 a 39 | 32    |
| 20    | 30 a 34 | 28    |
| 28    | 25 a 29 | 24    |
| 8     | 20 a 24 | 8     |
| 20    | 15 a 19 | 28    |
| 24    | 10 a 14 | 16    |
| 40    | 5 a 9   | 24    |
| 24    | 0 a 4   | 24    |

## Economia
El 2007 la població en edat de treballar era de 741 persones, 571 eren actives i 170 eren inactives. De les 571 persones actives 523 estaven ocupades (283 homes i 240 dones) i 48 estaven aturades (23 homes i 25 dones). De les 170 persones inactives 72 estaven jubilades, 45 estaven estudiant i 53 estaven classificades com a «altres inactius».

### Ingressos
El 2009 a Francueil hi havia 522 unitats fiscals que integraven 1.365,5 persones, la mediana anual d'ingressos fiscals per persona era de 18.635 €.

### Activitats econòmiques
Dels 31 establiments que hi havia el 2007, 1 era d'una empresa alimentària, 2 d'empreses de fabricació d'altres productes industrials, 9 d'empreses de construcció, 4 d'empreses de comerç i reparació d'automòbils, 2 d'empreses de transport, 6 d'empreses d'hostatgeria i restauració, 1 d'una empresa financera, 1 d'una empresa immobiliària, 3 d'empreses de serveis, 1 d'una entitat de l'administració pública i 1 d'una empresa classificada com a «altres activitats de serveis».
Dels 8 establiments de servei als particulars que hi havia el 2009, 1 era una oficina de correu, 1 guixaire pintor, 2 fusteries, 2 lampisteries i 2 restaurants.
L'únic establiment comercial que hi havia el 2009 era una carnisseria.
L'any 2000 a Francueil hi havia 45 explotacions agrícoles que ocupaven un total de 432 hectàrees.

## Equipaments sanitaris i escolars
El 2009 hi havia una escola elemental.

## Poblacions més properes
El següent diagrama mostra les poblacions més properes.